# Anemia macrocítica
La anemia macrocítica es un término generalizado que incluye a un grupo de anemias caracterizadas por eritrocitos con un volumen corpuscular medio (VCM) mayor de 100 micras cúbicas. Generalmente son megaloblásticas (tamaño grande de sus precursores en la médula ósea).

## Clasificación
Toda anemia megaloblástica es macrocítica, pero no toda macrocítica es megaloblástica. De modo que las anemias macrocíticas pueden separarse entre:
Anemias megaloblásticas (>90% de los casos)
- Anemia perniciosa debido a una deficiencia en el factor intrínseco.
- Deficiencia de vitamina B12.[2]
- Deficiencia de ácido fólico.

Anemias no-megaloblásticas (<10% de los casos)
- Alcoholismo, hepatopatía, mixedema,[3] la ictericia obstructiva, el hipotiroidismo,[4] la neumopatía crónica y el tabaquismo crónico.
- Mieloma múltiple, la presencia de paraproteína en sangre puede causar un aumento del VCM.
- En algunas eritropatologías congénitas como la xerocitosis y la estomatocitosis se ve un aumento del VCM.
- De forma fisiológica se puede ver macrocitosis durante el embarazo y en el período neonatal.
- Anemia de Dyke-Young: una forma adquirida de anemia hemolítica macrocítica con aumento de la fragilidad eritrocitaria.
- Anemia aplásica.[5]
- Síndrome mielodisplásico.

## Cuadro clínico
Un signo interesante en la anemia macrocítica causada por la deficiencia de ácido fólico o vitamina B12 es la sensación de pérdida del equilibrio al momento de cerrar los ojos. Lo que se debe a que la deficiencia de estas dos vitaminas origina una neuropatía por la desmielinización de las neuronas de la corteza y de la médula espinal. Las características distintivas de este tipo de neuropatía son el daño a la columna dorsal de la médula espinal y al haz cortico-espinal. La columna dorsal de la médula lleva las señales propioceptiva de las extremidades así como la sensación de posición y vibración; a la hora de perder estas señales y cerrando los ojos, el paciente no sabe en que posición exactamente se encuentran sus piernas, ni si el suelo está inclinado o no; y por consiguiente esto produce una sensación de la pérdida de equilibrio.

## Diagnóstico
La historia clínica se complementa con:
1. Bioquímica sérica,[6] valorando la función hepática, función renal, LDH, vitamina B12, ácido fólico y función tiroidea.
2. Serologías víricas: VIH, Epstein Barr, citomegalovirus y virus de hepatitis.
3. Frotis sanguíneo.